# Ковалёв, Александр Сергеевич
Александр Сергеевич Ковалёв (21 февраля 1982) — российский футболист, защитник.
Начинал карьеру в дубле ЦСКА. В 1999—2000 годах провёл 45 матчей во втором дивизионе, в 2001 — 22 матча в турнире дублёров. Два следующих сезона играл во втором дивизионе за «Орёл» (2002) и «Титан» Москва (2003). В 2004 году на профессиональном уровне не выступал. В 2005 году сыграл 11 матчей в чемпионате Казахстана за «Женис» Астана, в победном финальном матче Кубка Казахстана 2005 был в запасе. В 2006 году перешёл в клуб первого российского дивизиона «Динамо» Брянск, вторую половину сезона провёл в аренде в клубе «Спартак» Нижний Новгород. В 2008 году перешёл в «СКА-Энергию» Хабаровск, но не провёл за год ни одного матча, в 2009 году сыграл два матча в первом дивизионе. Завершил карьеру в командах второго дивизиона «Динамо» Барнаул (2010—2012) и «Долгопрудный» (2012—2013).